# Cryôlit

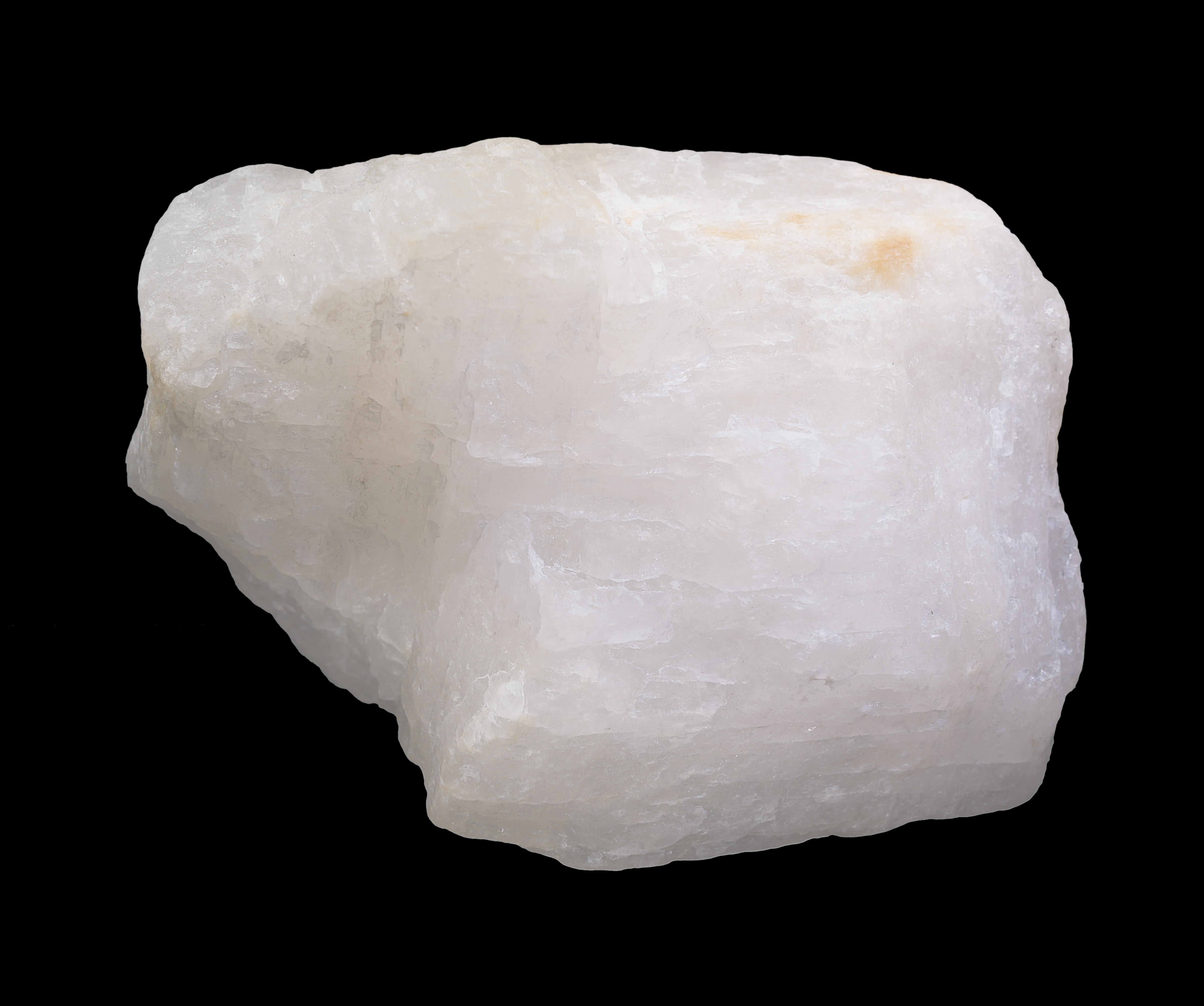
Cryôlit

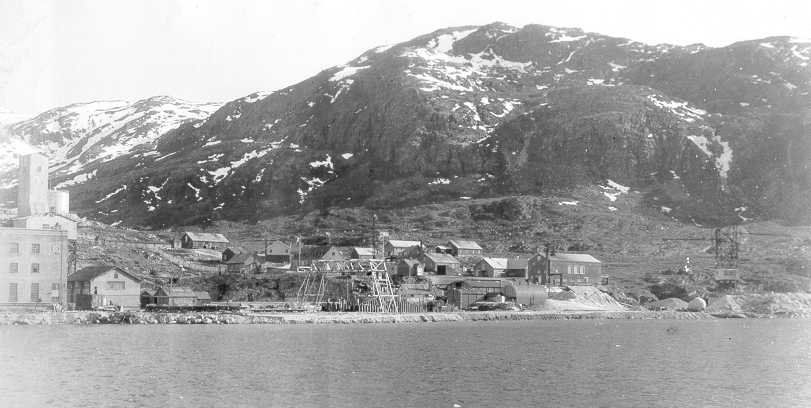
Mỏ cryolit tại Ivigtut, Greenland, mùa hè năm 1940

Cryôlit hay cryôlít (criôlit, criôlít)/cryolit, hay băng tinh thạch, còn gọi là hexafluoroaluminat natri (Na3AlF6), là một khoáng chất không phổ biến với sự phân bổ tự nhiên rất hạn chế. Nó trước đây có nhiều nhất trong một khu vực trầm tích tại Ivigtût ở bờ biển phía tây Greenland nhưng đã bị khai thác hết vào năm 1987.
Trong lịch sử, nó đã từng được dùng làm loại quặng để sản xuất nhôm và sau đó là chất trợ chảy trong công nghệ điện phân cho loại quặng giàu oxide nhôm, chẳng hạn như boxide là tổ hợp của các khoáng chất chứa oxide nhôm như gibbsit, boehmit và diaspore. Sự khó khăn của việc loại nhôm ra khỏi oxide của nó là do nhiệt độ nóng chảy của oxide nhôm là khá cao (2.054 °C) đã được vượt qua bằng cách sử dụng cryôlít. Cryolit hạ nhiệt độ nóng chảy xuống khoảng 900 °C và do đó giúp tiết kiệm được nhiều năng lượng. Hiện nay, do nguồn cung cấp cryolit tự nhiên là quá khan hiếm nên để phục vụ cho mục đích này người ta đã tổng hợp hexafluoroaluminat natri từ fluorit (CaF2).
Cryolit trong tự nhiên là các tinh thể hình lăng trụ đơn nghiêng có màu từ không màu, trắng, ánh đỏ tới xám-đen giống thủy tinh. Nó có độ cứng Mohs khoảng 2,5-3 và tỷ trọng riêng khoảng 2,95-3. Nó là khoáng chất từ trong mờ tới trong suốt với chiết suất là R=1,3385-1,339, B=1,3389-1,339, G=1,3396-1,34. Các giá trị của chiết suất như vậy là gần giống như của nước và vì thế khi chìm trong nước thì cryolit trở nên hoàn toàn không nhìn thấy.
Ngoài khu vực mỏ tại Greenland, cryolit còn có tại đỉnh Pikes, Colorado, Hoa Kỳ; núi Saint-Hilaire, Montreal, Quebec, Canada; và tại Miass, Nga. Nó cũng có tại Brasil, Cộng hòa Séc, Namibia, Na Uy, Ukraina và một vài bang khác của Mỹ, nhưng với sản lượng không lớn.
Cryolit được miêu tả lần đầu tiên năm 1799 cho các khoáng chất có tại Ivigtut và Arksukfiord, Tây Greenland. Tên gọi của nó có nguồn gốc từ tiếng Hy Lạp kryos = băng giá, còn lithos = đá, thạch.